# 2001년 두산 베어스 시즌
2001년 두산 베어스 시즌은 두산 베어스가 KBO 리그에 참가한 3번째 시즌으로, OB 베어스 시절까지 합치면 20번째 시즌이다. 감독은 김인식, 주장은 안경현이었다. 팀은 8팀 중 3위를 기록하면서 포스트시즌에 안착했으며, 한화, 현대, 삼성을 모두 꺾고 최종 순위는 1위로 창단 3번째 우승(두산 베어스로 바뀐 후 첫 우승)을 달성했으며 10승 투수 없이 유일하게 우승했으나 10선발승 투수 미배출로 치자면 1984년 롯데(최동원 9선발승으로 최다 선발승) 1987년 해태(차동철이 6선발승으로 최다 선발승)에 이어 3번째(최용호가 7선발승으로 최다 선발승)였다.

## 타이틀
- KBO 골든글러브: 홍성흔 (포수), 안경현 (2루수), 심재학 (외야수), 정수근 (외야수)
- 매직글러브: 홍성흔 (포수), 정수근 (중견수), 심재학 (우익수)
- 미스터올스타: 우즈
- 올스타 선발: 홍성흔 (포수), 김동주 (3루수), 정수근 (외야수), 심재학 (외야수), 우즈 (지명타자)
- 올스타전 추천선수: 안경현, 차명주
- 올스타전 우수투수상: 차명주
- 올스타전 승리감독상: 김인식
- 올스타전 홈런상: 우즈
- 한국시리즈 MVP: 우즈
- 플레이오프 MVP: 안경현
- 준플레이오프 MVP: 홍원기
- KBO 골든포토상: 홍성흔
- 일구상 모범선수상: 안경현
- 코리아 베스트드레서 스포츠 부문상: 홍성흔
- 컴투스프로야구 레전드 카드: 심재학
- 컴투스프로야구2022 타이틀홀더 라인업: 우즈 (1루수), 심재학 (우익수)
- 컴투스프로야구 00년대 올스타: 심재학 (우익수)
- 3루타: 정수근 (9)
- 타점: 우즈 (113)
- 도루: 정수근 (52)
- 출장(투수): 차명주 (84)
- 구원등판: 차명주 (84)
- 세이브: 진필중 (23)
- 홀드: 차명주 (18)

## 선수단
- 선발투수 : 조계현, 콜, 최용호, 구자운, 베넷, 파머
- 구원투수 : 이혜천, 차명주, 정진용, 이광우, 이경필, 박보현, 김태영, 최경훈, 장성진, 장인규, 김덕용, 이재우, 이상훈, 한태균
- 마무리투수 : 진필중, 박명환, 박찬협, 김태구
- 포수 : 홍성흔, 이도형, 김태형, 오세학, 이대현
- 1루수 : 우즈, 문희성, 니일
- 2루수 : 안경현, 정원석, 김성균, 이종민, 송원국
- 유격수 : 김민호, 강규철, 김호
- 3루수 : 홍원기
- 좌익수 : 전상렬, 장원진, 유필선, 전형도, 김원섭
- 중견수 : 정수근
- 우익수 : 심재학, 강봉규
- 지명타자 : 김동주, 최훈재

## 여담
- 베넷은 KBO 리그 역대 최초의 호주 국적 선수가 되었다.
- 우즈는 KBO 리그 사상 최초로 단일 시즌 100타점-100득점을 기록한 외국인 타자가 되었다.
- 이 시즌 두산 베어스의 정규 시즌 승률은 0.508이었다. 두산은 이 시즌에 우승함으로써 역대 단일 시즌 최저 승률 우승이라는 진기록을 세웠다.
- 송원국은 6월 23일 SK 와이번스와의 경기에서 9회 말에 데뷔 타석에 서게 되었는데, 이때 상대 투수 김원형의 초구를 받아쳐 끝내기 만루 홈런을 만들어냈다. 이는 KBO 리그 사상 최초의 데뷔 타석 끝내기다.
- 장원진은 KBO 리그 사상 최초로 통산 3000타석을 달성한 스위치 타자가 되었다.
- 이 시즌 팀은 보크를 한 번도 저지르지 않았다.
- 정수근은 포스트시즌에서 총 14득점으로 KBO 리그 역대 단일 포스트시즌 최다 득점 기록을 세웠다.
- 우즈는 포스트시즌에서 홈런 6개를 쳐 KBO 리그 역대 단일 포스트시즌 최다 홈런 기록을 세웠다.
- 구자운은 포스트시즌에 총 5번 선발 등판하여 KBO 리그 역대 단일 포스트시즌 최다 선발 등판 기록을 세웠다.
- 우즈는 KBO 포스트시즌 사상 처음으로 통산 10홈런을 달성했다.
- 최훈재는 이 시즌을 끝으로 은퇴하여 KBO 리그 통산 3000타석 미만 타자 중 통산 최다 2루타(148)로 은퇴한 타자가 되었다.

## 같이 보기
- 2002년 두산 베어스 시즌